# Дунаєви
Дуна́єви (рос. Дунаевы) — присілок у складі Орічівського району Кіровської області, Росія. Входить до складу Спас-Талицького сільського поселення.
Населення становить 88 осіб (2010, 95 у 2002).
Національний склад станом на 2002 рік — росіяни 100 %.